# 中华人民共和国女部长列表
中华人民共和国女部长列表记载在中央人民政府政务院和中华人民共和国国务院组成部门中担任正职负责人的女性政治人物。
1949年9月30日，中国人民政治协商会议第一届全体会议举行最后一次会议，会议选举出中央人民政府委员会。当年10月1日，中央人民政府委员会在中南海勤政殿举行第一次会议，选举中央人民政府各主要机构，并责成各机构从速组成政府机关，开展工作，中华人民共和国中央人民政府由此成立。当年10月19日，中央人民政府委员会举行第三次会议，讨论通过中央人民政府政务院及其所属各部门的负责人。史良和李德全在会上获任命为中央人民政府司法部部长和中央人民政府卫生部部长，开启中华人民共和国女性担任中央政府组成部门正职负责人的滥觞。当年10月21日，中央人民政府政务院作为中华人民共和国“国家政务最高执行机关”，宣布正式成立。1954年9月，第一届全国人民代表大会召开，会上中央人民政府政务院改为中华人民共和国国务院，政务院所属各部门改为国务院组成部门。
截至2025年3月14日，共有22名女性曾担任过中华人民共和国中央政府组成部门的正职负责人。现时有2名女性担任中华人民共和国中央政府组成部门的正职负责人，即人社部部长王晓萍和司法部部长贺荣，分别自2022年12月30日和2023年2月24日起任职。

## 列表
| 肖像 姓名 | 籍贯      | 职务                                       | 上任时间 卸任时间            | 其他主要职务                                                                                               | 时任总理                | 主要履历 | 资料   |
| --------- | --------- | ------------------------------------------ | ---------------------------- | --- | ----------------------- | --- | ------ |
| 史 良     | 江苏 常州 | 中央人民政府司法部部长                     | 1949年10月19日 1954年9月28日 | 中国民主同盟中央委员会主席 全国人民代表大会常务委员会副委员长 中国人民政治协商会议全国委员会副主席         | 周恩来                  | 1900年3月27日出生。1914年至1922年期间在常州县立女子师范附小学习。1923年至1931年期间先后在上海女子法政学校、上海法政大学、上海法科大学学习。1936年5月任全国各界救国联合会执行委员，7月作为救国会代表之一赴南京请愿，11月22日被捕，是谓“七君子事件”。1937年7月出狱。1938年7月担任第一届国民参政会参政员。1942年加入中国民主政团同盟（后更名为中国民主同盟）。1949年6月赴北平参与新政治协商会议筹备工作，9月21日以民盟代表身份参加中国人民政治协商会议第一届全体会议并就任第一届全国委员会委员，10月19日就任司法部部长兼政务院政治法律委员会委员。1950年就任中华全国民主妇女联合会副主席。1959年4月28日第二届全国人大第一次会议通过撤销司法部决定后卸任司法部部长。1978年3月就任全国政协副主席。1979年7月就任全国人大常委会副委员长，10月就任民盟中央主席。1985年9月6日逝世于北京。 | [ 8 ]  |
| 史 良     | 江苏 常州 | 中华人民共和国司法部部长                   | 1954年9月29日 1959年4月28日  | 中国民主同盟中央委员会主席 全国人民代表大会常务委员会副委员长 中国人民政治协商会议全国委员会副主席         | 周恩来                  | 1900年3月27日出生。1914年至1922年期间在常州县立女子师范附小学习。1923年至1931年期间先后在上海女子法政学校、上海法政大学、上海法科大学学习。1936年5月任全国各界救国联合会执行委员，7月作为救国会代表之一赴南京请愿，11月22日被捕，是谓“七君子事件”。1937年7月出狱。1938年7月担任第一届国民参政会参政员。1942年加入中国民主政团同盟（后更名为中国民主同盟）。1949年6月赴北平参与新政治协商会议筹备工作，9月21日以民盟代表身份参加中国人民政治协商会议第一届全体会议并就任第一届全国委员会委员，10月19日就任司法部部长兼政务院政治法律委员会委员。1950年就任中华全国民主妇女联合会副主席。1959年4月28日第二届全国人大第一次会议通过撤销司法部决定后卸任司法部部长。1978年3月就任全国政协副主席。1979年7月就任全国人大常委会副委员长，10月就任民盟中央主席。1985年9月6日逝世于北京。 | [ 8 ]  |
| 李德全    | 直隶 通州 | 中央人民政府卫生部部长                     | 1949年10月19日 1954年9月28日 | 中国人民政治协商会议全国委员会副主席 中国红十字会会长                                                      | 周恩来                  | 1896年8月9日出生。1915年至1919年在北京私立协和女子大学学习。1924年2月19日与冯玉祥结婚。1937年3月与宋庆龄等人发起中国战时儿童保育会并担任副理事长。1945年8月组织中国妇女联谊会并推选为主席。1946年2月10日在较场口事件中被打伤。1949年3月出席第一届全国妇女代表大会并被选为中华全国民主妇女联合会副主席，9月21日参加中国人民政治协商会议第一届全体会议并就任第一届全国委员会委员，10月19日就任卫生部部长兼政务院文化教育委员会委员、国家体委副主任委员、中苏友好协会总会副会长、中国人民保卫儿童全国委员会副主席等职。1950年担任改组后的中国红十字会首任会长。1958年12月加入中国共产党。1965年1月3日卸任卫生部部长。1972年4月23日逝世于北京。 | [ 9 ]  |
| 李德全    | 直隶 通州 | 中华人民共和国卫生部部长                   | 1954年9月29日 1965年1月3日   | 中国人民政治协商会议全国委员会副主席 中国红十字会会长                                                      | 周恩来                  | 1896年8月9日出生。1915年至1919年在北京私立协和女子大学学习。1924年2月19日与冯玉祥结婚。1937年3月与宋庆龄等人发起中国战时儿童保育会并担任副理事长。1945年8月组织中国妇女联谊会并推选为主席。1946年2月10日在较场口事件中被打伤。1949年3月出席第一届全国妇女代表大会并被选为中华全国民主妇女联合会副主席，9月21日参加中国人民政治协商会议第一届全体会议并就任第一届全国委员会委员，10月19日就任卫生部部长兼政务院文化教育委员会委员、国家体委副主任委员、中苏友好协会总会副会长、中国人民保卫儿童全国委员会副主席等职。1950年担任改组后的中国红十字会首任会长。1958年12月加入中国共产党。1965年1月3日卸任卫生部部长。1972年4月23日逝世于北京。 | [ 9 ]  |
| 何香凝    | 广东 南海 | 中央人民政府华侨事务委员会主任委员         | 1949年11月1日 1959年4月27日  | 全国人民代表大会常务委员会副委员长 中国人民政治协商会议全国委员会副主席 中国国民党革命委员会中央委员会主席 | 周恩来                  | 1878年7月16日出生。1897年10月与廖仲恺结婚。1902年先後在日本東京目白女子大學、目白女子師範學校預科學習。1905年8月7日加入中国同盟会，是该会最早的女会员。1908年在日本本鄉女子美術學校高等科學習。1911年參與辛亥革命。1914年加入中華革命黨。1923年8月担任国民党中央执行委员、妇女部长。1924年1月在国民党一大召开之际担任大会代表，是孙中山指定的三名女代表之一。1925年12月发起组织中国各界妇女联合会。1932年与宋庆龄等组织中国民权保障同盟。1934年初发起中国民族武装自卫委员会。1935年与宋庆龄、柳亚子、经颐渊、陈树人、于右任、孙科等十余人响应中共八一宣言。1936年11月参与营救“七君子”的运动。1946年3月与李济深筹建中国国民党民主促进会。1947年11月12日参加国民党民主派人士在香港召开的联合代表大会。1948年1月中国国民党革命委员会成立后任中央委员会常务委员。1949年6月赴北平参与新政治协商会议筹备工作，9月21日参加中国人民政治协商会议第一届全体会议并就任中央人民政府委员会委员，11月1日中央人民政府华侨事务委员会成立后就任中侨委主任委员。1953年1月被推选为《中华人民共和国宪法》起草委员会委员，4月被推选为中华全国民主妇女联合会名誉主席。1954年12月就任全国政协副主席。1959年4月就任全国人大常委会副委员长。1960年9月就任民革中央主席。1965年1月3日卸任中侨委主任。1972年9月1日逝世于北京。 | [ 10 ] |
| 何香凝    | 广东 南海 | 中华人民共和国华侨事务委员会主任           | 1954年9月29日 1965年1月3日   | 全国人民代表大会常务委员会副委员长 中国人民政治协商会议全国委员会副主席 中国国民党革命委员会中央委员会主席 | 周恩来                  | 1878年7月16日出生。1897年10月与廖仲恺结婚。1902年先後在日本東京目白女子大學、目白女子師範學校預科學習。1905年8月7日加入中国同盟会，是该会最早的女会员。1908年在日本本鄉女子美術學校高等科學習。1911年參與辛亥革命。1914年加入中華革命黨。1923年8月担任国民党中央执行委员、妇女部长。1924年1月在国民党一大召开之际担任大会代表，是孙中山指定的三名女代表之一。1925年12月发起组织中国各界妇女联合会。1932年与宋庆龄等组织中国民权保障同盟。1934年初发起中国民族武装自卫委员会。1935年与宋庆龄、柳亚子、经颐渊、陈树人、于右任、孙科等十余人响应中共八一宣言。1936年11月参与营救“七君子”的运动。1946年3月与李济深筹建中国国民党民主促进会。1947年11月12日参加国民党民主派人士在香港召开的联合代表大会。1948年1月中国国民党革命委员会成立后任中央委员会常务委员。1949年6月赴北平参与新政治协商会议筹备工作，9月21日参加中国人民政治协商会议第一届全体会议并就任中央人民政府委员会委员，11月1日中央人民政府华侨事务委员会成立后就任中侨委主任委员。1953年1月被推选为《中华人民共和国宪法》起草委员会委员，4月被推选为中华全国民主妇女联合会名誉主席。1954年12月就任全国政协副主席。1959年4月就任全国人大常委会副委员长。1960年9月就任民革中央主席。1965年1月3日卸任中侨委主任。1972年9月1日逝世于北京。 | [ 10 ] |
| 钱 瑛     | 湖北 潜江 | 中华人民共和国监察部部长                   | 1954年9月29日 1959年4月28日  | 中国共产党中央委员会委员 中共中央南京局组织部部长 中共中央上海局组织部部长                                 | 周恩来                  | 1903年5月14日出生。1927年5月加入中国共产党。1928年7月担任中华全国总工会秘书，同年与谭寿林结婚。1929年在苏联莫斯科中山大学、列宁学院学习。1931年7月担任中共潜江县委组织部部长，旋即担任中共潜江县委书记。1933年4月被捕，押送江苏省第一监狱，与同狱的共产党人帅孟奇、夏之栩等一同领导狱中斗争。1936年9月获释，后担任中共湖北省委组织部长、中共湖北省委代理书记等职。1938年担任武汉中共党员训练班负责人。1940年担任中共中央南方局驻川康特委代表、西南工作委员会书记等职。1943年受抢救运动冲击。1945年担任中共中央重庆局组织部部长。1946年中共中央重庆局改组为中共中央南京局后担任中共中央南京局组织部部长。中华人民共和国成立后担任中共中央华中局组织部第一副部长、中共中央中南局组织部部长、中南军政委员会人事部部长等职。1953年担任中共中央纪律检查委员会专职副书记兼政务院人民监察委员会副主任。1954年9月29日在第一届全国人大第一次会议上就任监察部部长。1959年4月28日在第二届全国人大第一次会议上卸任监察部部长并就任内务部部长。1960年11月19日卸任内务部部长。1962年在七千人大会上与刘少奇一同参加安徽组的讨论。1966年在文化大革命中受冲击。1973年7月26日逝世。 | [ 11 ] |
| 钱 瑛     | 湖北 潜江 | 中华人民共和国内务部部长                   | 1959年4月28日 1960年11月19日 | 中国共产党中央委员会委员 中共中央南京局组织部部长 中共中央上海局组织部部长                                 | 周恩来                  | 1903年5月14日出生。1927年5月加入中国共产党。1928年7月担任中华全国总工会秘书，同年与谭寿林结婚。1929年在苏联莫斯科中山大学、列宁学院学习。1931年7月担任中共潜江县委组织部部长，旋即担任中共潜江县委书记。1933年4月被捕，押送江苏省第一监狱，与同狱的共产党人帅孟奇、夏之栩等一同领导狱中斗争。1936年9月获释，后担任中共湖北省委组织部长、中共湖北省委代理书记等职。1938年担任武汉中共党员训练班负责人。1940年担任中共中央南方局驻川康特委代表、西南工作委员会书记等职。1943年受抢救运动冲击。1945年担任中共中央重庆局组织部部长。1946年中共中央重庆局改组为中共中央南京局后担任中共中央南京局组织部部长。中华人民共和国成立后担任中共中央华中局组织部第一副部长、中共中央中南局组织部部长、中南军政委员会人事部部长等职。1953年担任中共中央纪律检查委员会专职副书记兼政务院人民监察委员会副主任。1954年9月29日在第一届全国人大第一次会议上就任监察部部长。1959年4月28日在第二届全国人大第一次会议上卸任监察部部长并就任内务部部长。1960年11月19日卸任内务部部长。1962年在七千人大会上与刘少奇一同参加安徽组的讨论。1966年在文化大革命中受冲击。1973年7月26日逝世。 | [ 11 ] |
| 刘湘屏    | 山西 解县 | 中华人民共和国卫生部部长                   | 1973年7月 1976年10月         | 中华人民共和国第一机械工业部革命委员会副主任 云南省人事厅副厅长                                            | 周恩来 ↓ 空 缺          | 1920年出生。1937年10月加入中国共产党。1940年8月在中共中央北方局党校学习。抗日战争期间与谢富治结婚。1939年12月担任高平县抗日民主政府县长。1944年担任士敏县抗日民主政府县长。1945年12月担任中共士敏县委书记兼独立团团长、政委等职。1948年3月担任中共鲁山县委书记。1949年4月担任第二野战军军政大学政治部党委委员兼女生大队政委。1950年1月担任川东行署民政厅副厅长兼人事厅副厅长、直属党委书记等职。1954年担任中共昆明市委书记。1959年10月担任农机部计划司司长。1966年1月担任一机部综合局局长。1970年担任一机部党的核心小组成员兼革委会委员等职。1973年7月经江青保荐和支持，担任卫生部部长兼卫生部党的核心小组组长、国务院计划生育领导小组副组长。1976年10月怀仁堂政变后撤任卫生部部长，并接受隔离审查。1985年8月被开除中共党籍。2017年2月3日逝世于北京。 | [ 12 ] |
| 钱正英    | 浙江 嘉兴 | 中华人民共和国水利电力部部长（第一次）     | 1975年1月17日 1979年2月23日  | 中国人民政治协商会议全国委员会副主席 中国红十字会会长                                                      | 周恩来 ↓ 空 缺 ↓ 华国锋 | 1923年7月4日出生。1939年至1942年期间在上海大同大学土木工程系学习。1941年9月加入中国共产党，此后担任大同大学群众团体党团成员、工学院分党支部书记。1942年后担任淮北地区党委机关文化教员、淮北泗五灵凤县中学浍南分校党支部书记、淮北行署建设处水利科科长等职。1945年后担任苏皖边区政府水利局工程科科长、华东军区前方工程处处长等职。1948年担任山东省黄河河务局副局长兼党委书记。1950年3月担任华东军政委员会水利部副部长。1952年担任水利部副部长，兼任华东水利学院院长、教授。1958年2月11日第一届全国人大第五次会议决定电力工业部和水利工业部合并为水利电力部后担任水利电力部副部长。1967年在文化大革命中受冲击。1970年恢复工作。1975年1月17日第四届全国人大第一次会议就任水利电力部部长。1979年2月23日第五届全国人大第六次会议决定撤销水利电力部并分设水利部和电力工业部后改任水利部部长。1982年3月8日第五届全国人大第二十二次会议重设水利电力部后改任水利电力部部长。1988年4月12日第七届全国人大第一次会议卸任水利电力部部长。1988年担任全国政协副主席。1994年担任中国红十字会会长。1997年就任中国工程院院士。2002年担任中国妇女发展基金会副会长。2014年获光华工程科技奖成就奖。2022年10月22日逝世于北京。 | [ 13 ] |
| 钱正英    | 浙江 嘉兴 | 中华人民共和国水利部部长                   | 1979年2月23日 1982年3月8日   | 中国人民政治协商会议全国委员会副主席 中国红十字会会长                                                      | 华国锋 ↓ 赵紫阳         | 1923年7月4日出生。1939年至1942年期间在上海大同大学土木工程系学习。1941年9月加入中国共产党，此后担任大同大学群众团体党团成员、工学院分党支部书记。1942年后担任淮北地区党委机关文化教员、淮北泗五灵凤县中学浍南分校党支部书记、淮北行署建设处水利科科长等职。1945年后担任苏皖边区政府水利局工程科科长、华东军区前方工程处处长等职。1948年担任山东省黄河河务局副局长兼党委书记。1950年3月担任华东军政委员会水利部副部长。1952年担任水利部副部长，兼任华东水利学院院长、教授。1958年2月11日第一届全国人大第五次会议决定电力工业部和水利工业部合并为水利电力部后担任水利电力部副部长。1967年在文化大革命中受冲击。1970年恢复工作。1975年1月17日第四届全国人大第一次会议就任水利电力部部长。1979年2月23日第五届全国人大第六次会议决定撤销水利电力部并分设水利部和电力工业部后改任水利部部长。1982年3月8日第五届全国人大第二十二次会议重设水利电力部后改任水利电力部部长。1988年4月12日第七届全国人大第一次会议卸任水利电力部部长。1988年担任全国政协副主席。1994年担任中国红十字会会长。1997年就任中国工程院院士。2002年担任中国妇女发展基金会副会长。2014年获光华工程科技奖成就奖。2022年10月22日逝世于北京。 | [ 13 ] |
| 钱正英    | 浙江 嘉兴 | 中华人民共和国水利电力部部长（第二次）     | 1982年3月8日 1988年4月12日   | 中国人民政治协商会议全国委员会副主席 中国红十字会会长                                                      | 赵紫阳 ↓ 李 鹏          | 1923年7月4日出生。1939年至1942年期间在上海大同大学土木工程系学习。1941年9月加入中国共产党，此后担任大同大学群众团体党团成员、工学院分党支部书记。1942年后担任淮北地区党委机关文化教员、淮北泗五灵凤县中学浍南分校党支部书记、淮北行署建设处水利科科长等职。1945年后担任苏皖边区政府水利局工程科科长、华东军区前方工程处处长等职。1948年担任山东省黄河河务局副局长兼党委书记。1950年3月担任华东军政委员会水利部副部长。1952年担任水利部副部长，兼任华东水利学院院长、教授。1958年2月11日第一届全国人大第五次会议决定电力工业部和水利工业部合并为水利电力部后担任水利电力部副部长。1967年在文化大革命中受冲击。1970年恢复工作。1975年1月17日第四届全国人大第一次会议就任水利电力部部长。1979年2月23日第五届全国人大第六次会议决定撤销水利电力部并分设水利部和电力工业部后改任水利部部长。1982年3月8日第五届全国人大第二十二次会议重设水利电力部后改任水利电力部部长。1988年4月12日第七届全国人大第一次会议卸任水利电力部部长。1988年担任全国政协副主席。1994年担任中国红十字会会长。1997年就任中国工程院院士。2002年担任中国妇女发展基金会副会长。2014年获光华工程科技奖成就奖。2022年10月22日逝世于北京。 | [ 13 ] |
| 陈慕华    | 浙江 青田 | 中华人民共和国对外经济联络部部长           | 1977年1月 1982年3月          | 中国共产党中央政治局候补委员 全国人民代表大会常务委员会副委员长 中华人民共和国国务院副总理                 | 华国锋 ↓ 赵紫阳         | 1921年6月21日出生。1938年6月加入中国共产党，同年在中国人民抗日军政大学学习。1954年3月后担任国家计委交通局处长、对外经济联络总局成套设备局副局长、对外经济联络委员会三局副局长等职。1966年在文化大革命中受冲击。1977年1月担任对外经济联络部部长。1981年3月第五届全国人大常委会第十七次会议决定新设计生委后担任计生委主任。1982年3月8日第五届全国人大第二十二次会议决定对外经济联络部等部门改组为对外经贸部后卸任对外经济联络部部长并担任对外经贸部部长兼国务院副总理，4月卸任计生委主任，5月担任国务委员。1985年3月21日经第六届全国人大常委会第十次会议决定卸任对外经贸部部长并担任人民银行行长。1988年4月12日在第七届全国人大第一次会议上卸任人民银行行长并担任全国人大常委会副委员长，9月担任全国妇联主席。2011年5月12日逝世于北京。 | [ 14 ] |
| 陈慕华    | 浙江 青田 | 中华人民共和国国家计划生育委员会主任       | 1981年3月 1982年4月          | 中国共产党中央政治局候补委员 全国人民代表大会常务委员会副委员长 中华人民共和国国务院副总理                 | 赵紫阳                  | 1921年6月21日出生。1938年6月加入中国共产党，同年在中国人民抗日军政大学学习。1954年3月后担任国家计委交通局处长、对外经济联络总局成套设备局副局长、对外经济联络委员会三局副局长等职。1966年在文化大革命中受冲击。1977年1月担任对外经济联络部部长。1981年3月第五届全国人大常委会第十七次会议决定新设计生委后担任计生委主任。1982年3月8日第五届全国人大第二十二次会议决定对外经济联络部等部门改组为对外经贸部后卸任对外经济联络部部长并担任对外经贸部部长兼国务院副总理，4月卸任计生委主任，5月担任国务委员。1985年3月21日经第六届全国人大常委会第十次会议决定卸任对外经贸部部长并担任人民银行行长。1988年4月12日在第七届全国人大第一次会议上卸任人民银行行长并担任全国人大常委会副委员长，9月担任全国妇联主席。2011年5月12日逝世于北京。 | [ 14 ] |
| 陈慕华    | 浙江 青田 | 中华人民共和国对外经济贸易部部长           | 1982年3月 1985年3月          | 中国共产党中央政治局候补委员 全国人民代表大会常务委员会副委员长 中华人民共和国国务院副总理                 | 赵紫阳                  | 1921年6月21日出生。1938年6月加入中国共产党，同年在中国人民抗日军政大学学习。1954年3月后担任国家计委交通局处长、对外经济联络总局成套设备局副局长、对外经济联络委员会三局副局长等职。1966年在文化大革命中受冲击。1977年1月担任对外经济联络部部长。1981年3月第五届全国人大常委会第十七次会议决定新设计生委后担任计生委主任。1982年3月8日第五届全国人大第二十二次会议决定对外经济联络部等部门改组为对外经贸部后卸任对外经济联络部部长并担任对外经贸部部长兼国务院副总理，4月卸任计生委主任，5月担任国务委员。1985年3月21日经第六届全国人大常委会第十次会议决定卸任对外经贸部部长并担任人民银行行长。1988年4月12日在第七届全国人大第一次会议上卸任人民银行行长并担任全国人大常委会副委员长，9月担任全国妇联主席。2011年5月12日逝世于北京。 | [ 14 ] |
| 陈慕华    | 浙江 青田 | 中国人民银行行长                           | 1985年3月21日 1988年4月      | 中国共产党中央政治局候补委员 全国人民代表大会常务委员会副委员长 中华人民共和国国务院副总理                 | 赵紫阳 ↓ 李 鹏          | 1921年6月21日出生。1938年6月加入中国共产党，同年在中国人民抗日军政大学学习。1954年3月后担任国家计委交通局处长、对外经济联络总局成套设备局副局长、对外经济联络委员会三局副局长等职。1966年在文化大革命中受冲击。1977年1月担任对外经济联络部部长。1981年3月第五届全国人大常委会第十七次会议决定新设计生委后担任计生委主任。1982年3月8日第五届全国人大第二十二次会议决定对外经济联络部等部门改组为对外经贸部后卸任对外经济联络部部长并担任对外经贸部部长兼国务院副总理，4月卸任计生委主任，5月担任国务委员。1985年3月21日经第六届全国人大常委会第十次会议决定卸任对外经贸部部长并担任人民银行行长。1988年4月12日在第七届全国人大第一次会议上卸任人民银行行长并担任全国人大常委会副委员长，9月担任全国妇联主席。2011年5月12日逝世于北京。 | [ 14 ] |
| 郝建秀    | 山东 青岛 | 中华人民共和国纺织工业部部长               | 1981年3月6日 1983年3月5日    | 中华人民共和国国家发展计划委员会副主任 中国人民政治协商会议全国委员会副主席 中国共产党中央书记处书记       | 赵紫阳                  | 1935年11月出生。1949年6月赴青岛国棉六厂细纱车间工作，在工作中自主摸索出一套细纱工作法。1951年纺织工业部和全国纺织工会将该工作法命名为“郝建秀工作法”，同年获选全国劳动模范。1954年5月加入中国共产党，同年在中国人民大学附设工农速成中学学习。1958年在华东纺织工学院工程系棉织专业学习。1968年后担任中共青岛市委副书记兼青岛市革委会副主任、青岛市总工会主任、山东省总工会副主任、纺织工业部党组书记等职。1981年3月6日经第五届全国人大常委会决定就任纺织工业部部长。1982年担任中央书记处候补书记、书记处书记。1983年3月5日经第五届全国人大常委会第二十六次会议决定卸任纺织工业部部长。1987年担任国家计委副主任兼党组成员。1998年担任国家发计委副主任兼党组成员。2003年3月担任全国政协副主席。 | [ 15 ] |
| 张 忱     | 河南 新安 | 中华人民共和国核工业部部长                 | 1982年5月4日 1983年6月18日   | 全国人民代表大会常务委员会委员 中华人民共和国核工业部顾问                                                  | 赵紫阳                  | 1918年出生。曾在省立开封女子师范学校、中共晋察冀中央局党校高级班学习。1937年12月加入中国共产党。1945年8月后担任中共木兰县委副书记、中共辽宁省委辉南县工作团工委委员、中共辽东分局土改检查组副组长、中共复县县委副书记等职。1949年5月后担任天津国棉二厂副厂长、纺织工业部华北纺织管理局生产技术处处长、沈阳风动工具厂厂长、沈阳市计委副主任等职。1964年7月后担任二机部十三局副局长、二机部基建组副组长、二机部一局局长等职。1982年5月4日经第五届全国人大常委会第二十三次会议决定二机部改组为核工业部后担任核工业部部长。1983年6月18日在第六届全国人大第一次会议上卸任核工业部部长并担任核工业部顾问。2011年4月30日逝世于北京。 | [ 16 ] |
| 吴文英    | 江苏 武进 | 中华人民共和国纺织工业部部长               | 1983年3月5日 1993年3月22日   | 中国共产党中央委员会委员 中国人民政治协商会议全国委员会常务委员 中国纺织总会会长                           | 赵紫阳 ↓ 李 鹏          | 1932年出生。1949年9月加入中国共产党。1960年至1963年期间在华东纺织工学院纺织系学习。1963年后担任常州市革委会副主任兼中共常州市委副书记、中共常州市委组织部部长等职。1981年3月至8月期间在中央党校学习。1983年3月5日经第五届全国人大常委会第二十六次会议决定就任纺织工业部部长。1993年3月22日第八届全国人大第一次会议通过《国务院机构改革和职能转变方案》宣布撤销纺织工业部后卸任纺织工业部部长，后担任中国纺织总会会长兼中国仪征化纤集团董事长等职。2000年因严重违纪受留党察看2年处分并撤销全国政协委员、常务委员资格。2007年4月26日逝世于北京。 | [ 17 ] |
| 彭珮云    | 湖南 浏阳 | 中华人民共和国国家计划生育委员会主任       | 1988年4月 1998年3月          | 中华人民共和国国务委员 中国红十字会会长 中华全国妇女联合会主席                                             | 李 鹏                   | 1929年12月25日出生。1945年至1947年期间在西南联合大学社会系、南京金陵大学外文系学习，并加入民主青年同盟。1946年5月加入中国共产党。1947年至1949年期间在清华大学社会系学习，并担任地下党支部书记、地下党总支部委员。1949年担任清华大学党总支部书记。1950年担任中共北京市委组织部学校支部工作科干事。1953年担任中共北京市委高等学校工委常委、办公室主任。1959年担任中共北京市委大学科学工作部大学组组长兼高等学校工作委员会委员。1964年担任北京大学党委副书记。1966年在文化大革命中受冲击，后下放劳动。1975年在北京大学政治部宣传组工作。1977年担任北京化工学院常委党委兼革委会副主任。1978年担任国家科委一局负责人。1979年担任教育部政策研究室主任兼党组成员。1982年担任教育部副部长兼党组成员。1985年担任国家教委副主任兼党组成员。1987年在中共十三大上就任中纪委委员。1988年4月在第七届全国人大第一次会议上就任国家计委主任，后兼任国务委员、国务院妇女儿童工作委员会主任、中国人口文化促进会会长、国务院残疾人工作协调委员会主任、中国残疾人联合会名誉副主席、中国人口学会会长、全国爱卫会主任等职。1995年担任国际人口科学联盟第23届大会中国组委会主席。1998年3月18日在第九届全国人大第一次会议上卸任国家计委主任并担任第九届全国人大常委会副委员长，9月担任全国妇联主席。1999年10月担任中国红十字会会长。 | [ 18 ] |
| 顾秀莲    | 江苏 南通 | 中华人民共和国化学工业部部长               | 1989年7月6日 1998年3月17日   | 江苏省人民政府省长 中华全国妇女联合会主席 中国关心下一代工作委员会主任                                     | 李 鹏                   | 1936年12月出生。1953年至1954年期间在东北公安干部学校学习。1954年担任本溪市公安局二处科员。1956年加入中国共产党。1964年担任纺织工业部科技情报所技术员。1969年担任国家计委革委会党的核心小组成员。1973年担任国家计委副主任兼国务院知青领导小组副组长、国家计生委副主任等职。1982年担任中共江苏省委副书记。1983年4月在江苏省第六届人大上就任江苏省人民政府省长，为中华人民共和国第一位女省长。1989年7月6日经第七届全国人大常委会第八次会议决定担任化学工业部部长。1997年9月至2000年7月期间在中央党校函授学院科学社会主义专业在职学习。1998年3月17日第九届全国人大第一次会议通过《国务院机构改革和职能转变方案》宣布撤销化学工业部后卸任化学工业部部长。2003年3月在第十届全国人大第一次会议上就任全国人大常委会副委员长，8月就任全国妇联主席。2006年10月获“宋庆龄樟树奖”。2008年3月担任中国关工委主任。 | [ 19 ] |
| 吴 仪     | 湖北 武汉 | 中华人民共和国对外贸易经济合作部部长       | 1993年3月 1998年3月17日      | 中国共产党中央政治局委员 中华人民共和国国务院副总理 中华人民共和国国务委员                                 | 李 鹏                   | 1938年11月出生。1956年至1962年期间在西北工学院国防系、北京石油学院石油炼制系炼油工程专业学习。1962年4月加入中国共产党。1965年担任石油工业部生产技术司生产处技术员。1983年担任北京燕山石油化工公司副经理兼党委书记。1988年就任北京市人民政府副市长。1991年担任对外经济贸易部副部长兼党组副书记。1992年1月17日代表中华人民共和国政府在《中华人民共和国政府与美利坚合众国政府关于保护知识产权的谅解备忘录》上签名。1993年3月在第八届全国人大第一次会议上就任为对外贸易经济合作部部长。1997年9月在中共十一届五中全会上就任中央政治局候补委员。1998年3月17日在第九届全国人大第一次会议上卸任对外贸易经济合作部部长并就任国务委员。2002年担任中央政治局委员。2003年3月17日在第十届全国人大第一次会议上就任国务院副总理，4月23日担任国务院防治非典型肺炎指挥部总指挥，4月26日经第十届全国人大常委会第二次会议决定担任卫生部部长。2004年2月兼任国务院防治艾滋病工作委员会主任。2005年4月27日经第十届全国人大常委会第十五次会议决定卸任卫生部部长。2007年8月担任国务院产品质量和食品安全领导小组组长。 | [ 20 ] |
| 吴 仪     | 湖北 武汉 | 中华人民共和国卫生部部长                   | 2003年4月26日 2005年4月      | 中国共产党中央政治局委员 中华人民共和国国务院副总理 中华人民共和国国务委员                                 | 温家宝                  | 1938年11月出生。1956年至1962年期间在西北工学院国防系、北京石油学院石油炼制系炼油工程专业学习。1962年4月加入中国共产党。1965年担任石油工业部生产技术司生产处技术员。1983年担任北京燕山石油化工公司副经理兼党委书记。1988年就任北京市人民政府副市长。1991年担任对外经济贸易部副部长兼党组副书记。1992年1月17日代表中华人民共和国政府在《中华人民共和国政府与美利坚合众国政府关于保护知识产权的谅解备忘录》上签名。1993年3月在第八届全国人大第一次会议上就任为对外贸易经济合作部部长。1997年9月在中共十一届五中全会上就任中央政治局候补委员。1998年3月17日在第九届全国人大第一次会议上卸任对外贸易经济合作部部长并就任国务委员。2002年担任中央政治局委员。2003年3月17日在第十届全国人大第一次会议上就任国务院副总理，4月23日担任国务院防治非典型肺炎指挥部总指挥，4月26日经第十届全国人大常委会第二次会议决定担任卫生部部长。2004年2月兼任国务院防治艾滋病工作委员会主任。2005年4月27日经第十届全国人大常委会第十五次会议决定卸任卫生部部长。2007年8月担任国务院产品质量和食品安全领导小组组长。 | [ 20 ] |
| 朱丽兰    | 浙江 吴兴 | 中华人民共和国科学技术部部长               | 1998年3月10日 2001年2月      | 全国人民代表大会常务委员会委员 中国发明协会理事长                                                          | 朱镕基                  | 1935年8月出生。1955年在苏联敖德萨大学高分子物理化学专业学习。1956年7月加入中国共产党。1961年后担任中国科学院化学研究所所长兼教授等职。1979年至1980年期间作为西德弗莱堡大学高分子化学研究所访问学者。1986年7月担任国家科委常务副主任，负责组织实施“863计划”。1991年1月兼任国家科委党组副书记。1993年5月兼任国家科委党组书记。1995年担任国务院学位委员会委员。1996年3月担任国家科技领导小组成员，5月担任国务院信息化工作领导小组副组长。1998年3月10日第九届全国人大第一次会议通过《国务院机构改革和职能转变方案》宣布国家科委改组为科技部后担任科技部部长。2001年2月28日经第九届全国人大常委会第二十次会议决定卸任科技部部长。2003年3月就任全国人大常委会委员兼全国人大教科文卫委员会主任委员。2005年担任中国发明协会理事长。 | [ 21 ] |
| 陈至立    | 福建 仙游 | 中华人民共和国教育部部长                   | 1998年3月 2003年3月          | 全国人民代表大会常务委员会副委员长 中华人民共和国国务委员 中华全国妇女联合会主席                           | 朱镕基                  | 1942年11月出生。1959年至1964年期间在复旦大学物理系固体物理专业学习。1961年1月加入中国共产党。1964年至1968年期间在中国科学院上海硅酸盐研究所电介质物理专业研究生班学习，后担任该研究所研究实习员、助理研究员、所党委副书记等职。1980年至1982年作为美国宾夕法尼亚州立大学材料研究所访问学者。1984年担任上海市科技工作委员会党委书记兼中共上海市委宣传部部长。1989年8月担任中共上海市委副书记。1997年7月担任国家教育委员会副主任兼党组书记。1998年3月第九届全国人大第一次会议决定国家教育委员会改组为教育部后担任教育部部长。2003年3月在第十届全国人大第一次会议上卸任教育部部长并就任国务委员，后兼任国家科技领导小组副组长、中央宣传思想工作领导小组副组长、中央精神文明建设指导委员会副主任、北京奥组委第一副主席等职。2008年3月15日就任全国人大常委会副委员长，7月27日担任北京奥运村村长，10月31日就任全国妇联主席。 | [ 22 ] |
| 吴爱英    | 山东 昌乐 | 中华人民共和国司法部部长                   | 2005年7月1日 2017年2月       | 中国人民政治协商会议山东省委员会主席 中国共产党山东省委员会副书记 山东省人民政府副省长                     | 温家宝 ↓ 李克强         | 1951年12月出生。1970年10月加入中国共产党。1971年3月至1973年8月期间在山东大学政治系学习，期间担任该校党委委员、班党支部副书记、副班长。1973年8月担任中共昌乐县委党校教员。1978年7月担任昌乐县革委会副主任。1988年9月至1989年1月期间在中央党校地厅级干部进修班学习。1989年12月担任山东省妇联副主任兼党组副书记。1990年8月任山东省妇联主任兼党组书记。1992年6月担任中国妇女管理干部学院山东分院院长。1993年4月担任山东省人民政府副省长。1994年3月至1994年5月期间在中央党校省部级干部进修班学习。1995年9月至1997年10月期间在山东大学国政学院科学社会主义专业硕士课程进修班学习。1998年4月担任中共山东省委副书记。1998年9月至2001年7月期间在中央党校省部级干部在职研究生政治专业学习。2001年3月至2001年5月期间在中央党校省部级干部进修班学习。2002年3月担任山东省政协主席。2004年3月至2006年1月期间在中央党校在职研究生法学理论专业学习。2005年7月1日在第十届全国人大常委会第十六次会议上担任司法部部长。2017年2月在第十二届全国人大常委会第二十六次会议上卸任司法部部长，10月14日经中共第十八届中央委员会第七次全体会议审议被认定严重违纪并开除中共党籍。 | [ 23 ] |
| 马 馼     | 河北 吴桥 | 中华人民共和国监察部部长                   | 2007年8月30日 2013年3月16日  | 国家预防腐败局局长 中国共产党中央纪律检查委员会副书记 全国人民代表大会常务委员会委员                       | 温家宝                  | 1948年7月出生。1972年8月加入中国共产党。1978年9月至1982年7月期间在南开大学历史系中国史专业学习。毕业后担任该校分校教师、党委副书记、学生工作办公室主任等职。1989年8月担任计生委宣教司副司长兼直属机关党委副书记、纪委书记。1995年1月担任中央国家机关工委委员兼纪工委书记。1997年9月担任中央纪委常委兼中央纪委、监察部机关党委书记。2004年1月担任中央纪委副书记。2007年8月30日在第十届全国人大常委会第二十九次会议上就任监察部部长，9月13日兼任国务院纠正行业不正之风办公室主任。2009年9月国家预防腐败局成立后兼任该局局长。2013年3月16日在第十二届全国人大第一次会议上卸任监察部部长并就任全国人大常委会委员。2016年11月担任中央第一环境保护督察组组长。 | [ 24 ] |
| 李 斌     | 辽宁 抚顺 | 中华人民共和国国家人口和计划生育委员会主任 | 2008年3月17日 2011年12月31日 | 中国人民政治协商会议全国委员会秘书长 安徽省人民政府省长 中国宋庆龄基金会理事会主席                         | 温家宝                  | 1954年10月出生。1971年至1974年期间在吉林省通榆师范学校、长春师范学校学习。1974年担任长春教育学院教师。1978年至1982年期间在吉林大学经济系政治经济学专业学习。1981年6月加入中国共产党。1987年4月担任中共长春市委宣传部副部长兼长春市社科联副主席、长春市委讲师团副主任。1990年2月担任吉林省社会科学院副院长。1993年3月至1995年12月期间在吉林大学经济管理学院政治经济学专业在职研究生学习。1994年3月担任吉林省计划委员会副主任。1997年9月至1998年7月期间在中央党校一年制中青年干部培训班学习。2000年9月至2004年12月期间在吉林大学经济管理学政治经济学专业在职研究生学习并获博士学位。2001年9月担任吉林省人民政府副省长。2007年7月担任人口计生委副主任兼党组书记。2008年3月17日在第十一届全国人大第一次会议上就任国家人口和计划生育委员会主任。2011年12月11日在安徽省第十一届人大常委会第二十九次会议上就任安徽省人民政府副省长兼代理省长，12月31日在第十一届全国人大常委会第二十四次会议上卸任国家人口和计划生育委员会主任。2012年2月15日在安徽省第十一届人大第五次会议上就任安徽省人民政府省长。2013年3月16日在第十二届全国人大第一次会议上就任国家卫生和计划生育委员会主任。2018年3月13日第十三届全国人大第一次会议通过《国务院机构改革和职能转变方案》宣布卫计委改组为卫健委后卸任国家卫生和计划生育委员会主任，3月14日在第十三届全国政协第一次会议上就任全国政协副主席。2020年5月27日第十三届全国政协第三次会议上就任全国政协秘书长。2021年12月22日就任中国宋庆龄基金会理事会主席。 | [ 25 ] |
| 李 斌     | 辽宁 抚顺 | 中华人民共和国国家卫生和计划生育委员会主任 | 2013年3月16日 2018年3月13日  | 中国人民政治协商会议全国委员会秘书长 安徽省人民政府省长 中国宋庆龄基金会理事会主席                         | 李克强                  | 1954年10月出生。1971年至1974年期间在吉林省通榆师范学校、长春师范学校学习。1974年担任长春教育学院教师。1978年至1982年期间在吉林大学经济系政治经济学专业学习。1981年6月加入中国共产党。1987年4月担任中共长春市委宣传部副部长兼长春市社科联副主席、长春市委讲师团副主任。1990年2月担任吉林省社会科学院副院长。1993年3月至1995年12月期间在吉林大学经济管理学院政治经济学专业在职研究生学习。1994年3月担任吉林省计划委员会副主任。1997年9月至1998年7月期间在中央党校一年制中青年干部培训班学习。2000年9月至2004年12月期间在吉林大学经济管理学政治经济学专业在职研究生学习并获博士学位。2001年9月担任吉林省人民政府副省长。2007年7月担任人口计生委副主任兼党组书记。2008年3月17日在第十一届全国人大第一次会议上就任国家人口和计划生育委员会主任。2011年12月11日在安徽省第十一届人大常委会第二十九次会议上就任安徽省人民政府副省长兼代理省长，12月31日在第十一届全国人大常委会第二十四次会议上卸任国家人口和计划生育委员会主任。2012年2月15日在安徽省第十一届人大第五次会议上就任安徽省人民政府省长。2013年3月16日在第十二届全国人大第一次会议上就任国家卫生和计划生育委员会主任。2018年3月13日第十三届全国人大第一次会议通过《国务院机构改革和职能转变方案》宣布卫计委改组为卫健委后卸任国家卫生和计划生育委员会主任，3月14日在第十三届全国政协第一次会议上就任全国政协副主席。2020年5月27日第十三届全国政协第三次会议上就任全国政协秘书长。2021年12月22日就任中国宋庆龄基金会理事会主席。 | [ 25 ] |
| 王 侠     | 陕西 清涧 | 中华人民共和国国家人口和计划生育委员会主任 | 2011年12月31日 2013年3月10日 | 中国共产党陕西省纪律检查委员会书记 延安市人民政府市长 中华全国供销合作总社理事会主任                       | 温家宝                  | 1954年5月出生。1974年7月加入中国共产党。1982年9月至1985年7月期间在中央广播电视大学汉语言专业学习。1993年8月至1995年12月期间在中央党校函授本科班经济管理专业学习。1996年9月至1999年7月期间在中央党校研究生院经济管理专业在职研究生班学习。1997年8月担任水利部黄河水利委员会黄河中游治理局局长兼党组副书记。1999年7月担任延安市人民政府市长。2001年2月担任中共延安市委书记。2006年5月担任中共陕西省纪委书记。2007年5月担任中共陕西省委副书记，后兼任陕西省委党校校长、陕西省委教育工委书记、中国延安干部学院第一副院长、中国延安干部学院理事会副理事长等职。2011年12月31日在第十一届全国人大常委会第二十四次会议上就任国家人口和计划生育委员会主任。2013年3月10日第十二届全国人大第一次会议通过《国务院机构改革和职能转变方案》宣布卫生部与人口计生委合并为卫计委后卸任国家人口和计划生育委员会主任，3月17日担任中华全国供销合作总社理事会主任兼党组书记。2018年3月担任全国政协农业和农村委员会副主任。 | [ 26 ] |
| 胡泽君    | 重庆      | 中华人民共和国审计署审计长                 | 2017年4月27日 2020年6月30日  | 中华人民共和国司法部副部长 最高人民检察院副检察长 中国共产党广东省委员会组织部部长                         | 李克强                  | 1955年3月出生。1976年2月加入中国共产党。1978年9月在西南政法学院师资班哲学专业学习。1982年7月获得西南政法学院法律系中国法律思想史专业硕士研究生。毕业后担任该校法律系助教、研究生处党总支副书记、团委书记、研究生处处长、党委书记等职。1994年9月至1995年7月期间在中央党校一年制中青年干部培训班学习。1995年11月担任司法部政治部副部长。1996年11月兼任司法部党组成员。1998年9月至1999年7月期间在中央党校一年制中青年干部培训班学习。2001年4月担任司法部副部长兼党组成员。2007年4月担任中共广东省委常委兼组织部部长。2010年5月担任最高人民检察院党组副书记，后兼任最高人民检察院副检察长、最高人民检察院检察委员会委员、中央保密委员会委员、中央社会管理综合治理委员会委员、中央维护稳定工作领导小组成员等职。2017年4月27日在第十二届全国人大常委会第二十七次会议上就任审计署审计长。2019年11月在第74届联合国大会上就任联合国审计委员会委员。2020年6月30日在第十三届全国人大常委会第二十次会议上卸任审计署审计长。 | [ 27 ] |
| 王晓萍    | 湖北 黄冈 | 中华人民共和国人力资源和社会保障部部长     | 2022年12月30日 在职          | 中华人民共和国国家监察委员会委员 中共中央组织部副部长 中国共产党吉林省委员会组织部部长                     | 李克强 ↓ 李 强          | 1964年3月出生。1988年5月加入中国共产党。1981年9月在中国政法大学法律系法律专业学习。1988年8月获得中国政法大学研究生院法律系外国法制史专业硕士研究生。毕业后在首都钢铁集团研究与开发公司法律所工作。1990年在国务院侨务办公室工作，后担任国务院侨务办公室政策研究司国外组干部、调研处处长、政策研究司司长、国外司（港澳台司）司长等职。2015年12月担任国务院侨务办公室副主任兼党组成员。2017年3月担任中共吉林省委常委，后兼任中共吉林省委宣传部部长。2019年6月改兼任中共吉林省委组织部部长。2020年11月担任中共中央组织部副部长。2022年10月30日，担任国家监察委员会委员。2022年12月30日在第十三届全国人大常委会第三十八次会议上就任人社部部长。 | [ 28 ] |
| 贺 荣     | 山东 临邑 | 中华人民共和国司法部部长                   | 2023年2月24日 在职           | 中华人民共和国最高人民法院常务副院长 中国共产党陕西省委员会副书记 中国共产党陕西省纪律检查委员会书记       | 李克强 ↓ 李 强          | 1962年10月出生。1984年6月加入中国共产党。1980年9月至1984年8月期间在中国政法大学法律系经济法学专业学习。毕业后在北京市高级人民法院工作，后担任北京市高级人民法院副院长、北京市第二中级人民法院院长等职。2011年12月担任最高人民法院审判委员会副部级专职委员。2013年10月担任中华人民共和国最高人民法院副院长。2017年3月担任中共陕西省委常委兼省纪委书记，后兼任陕西省监察委员会主任。2018年3月担任中共陕西省委副书记。2020年4月担任中华人民共和国最高人民法院常务副院长。2023年2月24日在第十三届全国人大常委会第三十九次会议上就任司法部部长。 | [ 29 ] |